# Cyril Stiles

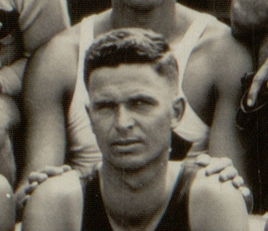
Cyril Stiles (1932)

Cyril Alec „Bob“ Stiles (* 10. Oktober 1904 in Pietermaritzburg, Natal; † 5. März 1985) war ein neuseeländischer Ruderer.
Stiles ruderte zuerst mit seinem Bruder Glen, später dann beim Avon Rowing Club in Christchurch mit Frederick Thompson. Bei den Olympischen Spielen 1932 in Los Angeles traten Stiles und Thompson in zwei Bootsklassen an. Im Zweier ohne Steuermann belegten die beiden Neuseeländer im Vorlauf mit drei Sekunden Rückstand den zweiten Platz hinter den Briten Lewis Clive und Hugh Edwards. Im Hoffnungslauf qualifizierten sie sich mit einem zweiten Platz hinter den Niederländern für das Finale. Auch im Finale, ihrem dritten Rennen, belegten die beiden Neuseeländer den zweiten Platz, wie im Vorlauf erreichten die beiden Briten als Erste das Ziel. Die Silbermedaille war die zweite olympische Ruder-Medaille für Neuseeland nach der Bronzemedaille im Einer 1920 für Darcy Hadfield. Erst 1968 gewannen neuseeländische Ruderer wieder eine olympische Medaille.
Stiles und Thompson traten 1932 auch mit dem neuseeländischen Achter an, schieden aber im Hoffnungslauf aus. 1938 gewannen die beiden mit dem Achter eine Bronzemedaille bei den British Empire Games in Sydney. 
Stiles baute vor dem Zweiten Weltkrieg Caravans, später entwarf und baute er Ruderboote. 